# 亞洲鐵路紀行
亞洲鐵路紀行（英語：Great Asian Railway Journeys）為一套20集的英国广播公司旅遊及歷史紀錄片，由無邊公司製作，前保守黨國會議員和運輸部大臣迈克尔·波蒂略主持。劇集按先前的英國鐵路紀行系列模式拍攝，以1913年出版的布拉德肖鐵路指南：鐵路至世界主要城市，浴場和健康度假村（Bradshaw's Through Routes to the Chief Cities, and Bathing, and Health Resorts of the World ）為歷史參考，每集講述一段東南亞鐵路，及其周邊城市的歷史，故事及銳變。
在整個旅程中，波蒂略旅遊超過2,500英里及到訪六個國家，由香港出發，然後到訪泰國、越南、印尼、馬來西亞和新加坡。劇情的其中一個主題是殖民地歷史，探訪大英帝國、法蘭西帝國、荷蘭帝國和葡萄牙帝國在這裡的遺產，以及當地人如何反抗以獲得獨立。整個拍攝過程歷時7至8星期。

## 播映
劇情首播在2020年1月27日於英國廣播公司第二台播出，每集30分鐘共20集。2020年4月4日重播為每集60分鐘，共10集的長版。

## 集數
| 短版 |                        |               |
| 1    | 九龍至灣仔             | 2020年1月27日 |
| 2    | 香港大學至大嶼山       | 2020年1月28日 |
| 3    | 清邁至林邦             | 2020年1月29日 |
| 4    | 大城至 桂河            | 2020年1月30日 |
| 5    | 曼谷                   | 2020年1月31日 |
| 6    | 曼谷至华欣             | 2020年2月3日  |
| 7    | 胡志明市至潘切市       | 2020年2月4日  |
| 8    | 岘港市至會安市         | 2020年2月5日  |
| 9    | 順化市至寧平市         | 2020年2月6日  |
| 10   | 河內市至下龍灣         | 2020年2月7日  |
| 11   | 雅加達至茂物           | 2020年2月10日 |
| 12   | 雅加達至婆羅浮屠       | 2020年2月11日 |
| 13   | 日惹至安巴拉哇         | 2020年2月12日 |
| 14   | 安巴拉哇至泗水         | 2020年2月13日 |
| 15   | 槟城至江沙縣           | 2020年2月14日 |
| 16   | 江沙縣至金马仑高原县   | 2020年2月17日 |
| 17   | 吉隆坡至马六甲         | 2020年2月18日 |
| 18   | 马六甲至新山           | 2020年2月19日 |
| 19   | 萊佛士坊至新加坡植物园 | 2020年2月20日 |
| 20   | 牛車水至濱海灣花園     | 2020年2月21日 |
| 長版 |                        |               |
| 1    | 香港                   | 2020年4月4日  |
| 2    | 清邁至桂河             | 2020年4月11日 |
| 3    | 曼谷至華欣             | 2020年4月18日 |
| 4    | 胡志明市至會安         | 2020年4月25日 |
| 5    | 順化市至下龍灣         | 2020年5月2日  |
| 6    | 雅加達至婆羅浮屠       | 2020年5月9日  |
| 7    | 日惹至泗水             | 2020年5月16日 |
| 8    | 槟城至金马仑高原县     | 2020年5月23日 |
| 9    | 吉隆坡至新山           | 2020年5月30日 |
| 10   | 新加坡                 | 2020年6月6日  |

## 外部連結
- 在BBC Programmes了解《亞洲鐵路紀行》（英文）